# Ceraphronidae
Famille
Les Ceraphronidae sont une famille d'insectes hyménoptères.

## Liste des genres
Selon ITIS :
- genre Abacoceraphron Dessart, 1975
- genre Aphanogmus Thomson, 1858
- genre Ceraphron Jurine, 1807
- genre Cyoceraphron Dessart, 1975
- genre Donadiola Dessart, 1975
- genre Ecitonetes Brues, 1902
- genre Elysoceraphron Szelenyi, 1936
- genre Gnathoceraphron Dessart et Bin, 1981
- genre Homaloceraphron Dessart et Masner, 1969
- genre Kenitoceraphron Dessart, 1975
- genre Microceraphron Szelenyi, 1935
- genre Pteroceraphron Dessart, 1981
- genre Retasus Dessart, 1984
- genre Synarsis Förster, 1878